# شورش‌های ۱۹۸۰ مرادآباد
شورش‌های ۱۹۸۰ مرادآباد به درگیری‌های رخ داده در آگوست تا نوامبر ۱۹۸۰ در شهر مرادآباد هند اشاره دارد. این کشمکش تا حدودی بین هندوها و مسلمانان اتفاق افتاد ولی بخشی از آن حاصل درگیری مسلمانان با پلیس بود. این درگیری در ۱۳ اوت زمانی آغاز شد که پلیس محلی از دور کردن خوکی که به عیدگاه مسلمانان آمده بود امتناع کرد، در نتیجه گروهی از مسلمانان خشمگین شده و به طرف پلیس سنگ پرتاب کرده بودند. شلیک بی‌جای پلیس در این موقعیت منجر به کشته شدن بیش از صد نفر شد. به دنبال این حادثه، یک سری درگیری‌های خشونت‌آمیز دیگری رخ داد که ماهیت مذهبی داشتند و منجر به آتش‌افروزی، غارت و قتل شدند.
این درگیری‌های خشونت‌آمیز تا نوامبر ۱۹۸۰ ادامه یافت. آمار کشته شدگان این درگیری‌ها هرگز مشخص نشد: دولت ۴۰۰ فقره فوت را به گردن گرفت و دیه آن را پرداخت، در حالی که آمارهای غیررسمی حاکی از این بود که تعداد کشته شدگان به ۲۵۰۰ نفر می‌رسید. این شورش‌ها، روند تولید ظروف برنجی را که جزو مشاغل مهم شهر به حساب می‌آمد، به شدت تحت تأثیر قرار داد و باعث کاهش شدید تولید و صادرات این صنعت شد.

## پیشینه
مرادآباد سابقه تاریخی‌ای در درگیری بین هندوها و مسلمانان دارد؛ اولین مورد از چنین درگیری‌هایی در سال ۱۸۴۸ رخ داد و به دنبال آن درگیری دیگری در سال ۱۸۷۲ اتفاق افتاد. در دهه ۱۸۸۰، تعداد رای‌دهندگان هندو در این شهر بیشتر بود. با این حال، منشی مسلمان فرمانداری همیشه با دست‌کاری در مرزبندی حوزه‌های رای‌گیری باعث می‌شد که هندوها در یک بخش متمرکز شده و مسلمانان در پنج بخش باقی مانده به عنوان اکثریت به حساب بیایند. در نتیجه، مسلمانان همیشه اکثریت افراد فرمانداری را تشکیل می‌دادند. پس از اعتراض هندوها به این موضوع، مرزبندی حوزه‌های رای‌گیری دوباره انجام شد و هندوها اکثریت را در فرمانداری به دست آوردند. هر دو جامعه هندو و مسلمان از قدرت اداری برای تأمین منافع مذهبی خود استفاده می‌کردند، در نتیجه این اقدامات به خصومت جمعی بزرگی منجر شد.
در دهه ۱۹۳۰،  اتحادیه مسلمانان که خواستار تشکیل یک کشور جداگانه برای مسلمانان بود، در مرادآباد محبوبیت یافت. سردسته و وکیل محلی به نام قاضی تسلیم حسین، یک مسافرخانه متعلق به مسلمانان را در نزدیکی ایستگاه راه‌آهن مرادآباد به مرکزی برای جناح سیاسی تجزیه طلب در این شهر تبدیل کرد. سازمان‌های هندوی آریه سماج و راشتریه سویم سیوک سنگه (آراس‌اس) نیز اقامتگاه‌هایی را در این شهر ایجاد کردند و به مبارزات انتخاباتی علیه مسلمانان پرداختند. به دنبال چندپارگی هند، شورش‌های گسترده‌ای در ژانویه سال ۱۹۴۸ در این شهر به وقوع پیوست. دوباره در سال ۱۹۷۸، نزاعی بین هندوها و مسلمانان در شهر سامبال (که در آن زمان جزوی از بخش مرادآباد بود) رخ داد.

## عوامل تحریک کننده
تنش بین هندوها و مسلمانان هنگامی بالا گرفت که یک دختر دالیت توسط چند مسلمانان در مارس ۱۹۸۰ ربوده شد. دالیت‌ها و مسلمانان در آن زمان در مناطق (مستعمرات) جداگانه‌ای نزدیک یک عیدگاه زندگی می‌کردند. این دختر بعداً نجات یافت و آدم‌ربای وی نیز دستگیر شد. در ماه ژوئیه، در روز ازدواج همان دختر با یک پسر دالیت، چندی از مسلمانان مانع برگزاری این مراسم ازدواج شده و به خاطر صدای بلند موسیقی در نزدیکی مسجد اعتراض کرده بودند. این درگیری لفظی خیلی زود به یک زد و خورد شدید بین دو جامعه هندو و مسلمان تبدیل شد که به دنبال آن چندین خانه نیز مورد سرقت قرار گرفت.
در ۱۳ اوت ۱۹۸۰، یک خوک اهلی متعلق به دالیت‌ها راه خود را گم کرده و به میان جمعیت مسلمانی که در حال اقامه نماز عید بودند، رفته بود. حدود ۵۰٬۰۰۰ مسلمان در این مراسم به مناسبت میلاد پیامبر شرکت کرده بودند. با توجه که در نظر مسلمانان خوک نجس است، آنها معتقد بودند که این خوک از عمد توسط دالیت‌های هندو برای به هم زدن این مراسم در آنجا رها شده‌است. مسلمانان از یک مأمور پلیس در حال انجام وظیفه خواسته بودند که خوک را از آنجا دور کند، اما او از این کار خودداری کرده، در نتیجه کار به جربحث کشیده شده بود. درگیری زمانی شروع شد که چند نفر از مسلمانان به طرف آن مأمور پلیس سنگ پرتاب کرده بودند. در روند این درگیری، رئیس پلیس شهر به خاطر برخورد سنگ به پیشانی‌اش بیهوش شد و قاضی کشیک آن ناحیه به نام دی‌پی سینگ نیز مفقود شد؛ چندی بعد جسد او در حالی که مرده بود، پیدا شد. آن مأمور پلیس نیز به‌طور بی‌رحمانه‌ای به سمت جمعیت تیراندازی کرده بود. پس از آن درگیری بالا گرفت و به دستور دادستان ناحیه چندین گروهان از نیروهای مسلح ایالتی برای کمک به نیروهای پلیس به محل درگیری اعزام شدند. چندین مسلمان در تیراندازی کشته شدند؛ حدود ۵۰ نفر دیگر به خاطر ازدحام ناشی از تیراندازی زیر دست و پا مانده و جان خود را از دست دادند. بعدها یکی از سیاستمداران مسلمان به نام سید شهاب‌الدین، این تیراندازی را به کشتار جلیان‌والا باغ تشبیه کرده بود.

## شورش‌ها
مسلمانان نجات یافته از درگیری مراسم نماز عید، خیلی زود دوباره گرد هم جمع شده و شروع به چپاول و آتش زدن زاغه‌های دالیت‌ها کردند. این جمعیت مسلمان در مناطق مختلف شهر اقدام به کتک زدن مأموران پلیس کردند. آنها یکی از افسران نیروهای مسلح ایالتی را آتش زدند تا بمیرد. در عصر همان روز، یک عده از اوباش مسلمان با حمله به پاسگاه پلیس گَلشهید، آنجا را به آتش کشیده و دو مأمور پلیس را کشته و سلاح‌ها را به سرقت بردند. این به نوعی تلافی مسلمانان به خاطر اقدامات خشونت‌آمیز پلیس علیه آنان بود.
روز بعد یعنی ۱۴اوت، سازمان جماعت اسلامی گردهمایی‌ای از سران مسلمان احزاب مختلف سیاسی را ترتیب داد و در بیانیه‌ای این شورش‌ها را محکوم کرد. در پی آن، شورش‌ها ماهیتی مذهبی پیدا کرد و به مناطق روستایی بخش مرادآباد کشیده شد. این درگیری‌ها به شهر مجاور یعنی علیگر نیز کشیده شد. کار تا جایی بالا گرفت که نیروهای ارتش برای کنترل درگیری‌ها به منطقه اعزام شدند. تا ۲ سپتامبر، وضعیت در مرادآباد تحت کنترل قرار گرفت و ارتش شروع به عقب‌نشینی کرد.
این درگیری‌ها در مقیاس‌های کوچکتری تا نوامبر ۱۹۸۰ ادامه یافت. قسمت عمده این درگیری‌ها در ماه سپتامبر (شهریور ماه)، در روز برگزاری جشن رکشابندان هندوها رخ داد. در اواخر اکتبر (مهر ماه) نیز، یک سری از چاقوکشی‌ها و کشتارها اتفاق افتاد که دست کم به مرگ ۱۴ نفر منجر شد.

## عواقب
این شورش‌ها در زمان فرمانداری وی.پی. سینگ، یکی از سران کنگره ملی هند اتفاق افتاد. وزیر کل یوگندرا ماکوانا، گروه‌های آراس‌اس، جان سانگ و حزب بهاراتیا جاناتا (بی‌جِی‌پی) را در این درگیری‌ها مقصر دانست. نخست‌وزیر وقت آن زمان ایندیرا گاندی اظهار داشت که «نیروهای خارجی» (اشاره به پاکستان) و «احزاب کمونیست» پشت این شورش‌ها هستند. سردبیر روزنامه تایمز هند، گیریلال جاین اظهار داشت که «عناصر ضد اجتماعی» در بین مسلمانان نقش پررنگی در این درگیری‌ها داشته‌اند. او همچنین از سران مسلمان به خاطر عدم افشای حقایق انتقاد کرد و از طرفی حزب آراس‌اس را در این درگیری‌ها مقصر دانست. علاوه بر این او به نظریه «دست داشتن نیروهای خارجی در این شورش‌ها» که از طرف ایندیرا گاندی مطرح شده بود، باور داشت و در این مورد مقاله‌ای را منتشر کرد که در آن به اسامی تعدادی از بازدید کنندگان پاکستانی که به ایالت اوتار پرادش آمده بودند، اشاره می‌کرد. سردسته حزب بی‌جِی‌پی لال کریشنا ادوانی، سازمان‌های مسلمان را در این درگیری‌ها مقصر دانست. دولت، دادگستری ساکسنا از دادگاه عالی الله‌آباد را برای تحقیق در مورد این شورش‌ها منصوب کرد. گزارش دادگستری ساکسنا که در مه ۱۹۸۳ ارائه شد، سران مسلمان و وی.پی. سینگ را به خاطر این درگیری‌ها متهم می‌کرد.